# Lythria purpurata
Lythria purpurata is een vlinder uit de familie van de spanners (Geometridae). De wetenschappelijke naam werd gepubliceerd in 1761 door Carl Linnaeus.